# Echeandia udipratensis
Echeandia udipratensis är en sparrisväxtart som beskrevs av Robert William Cruden. Echeandia udipratensis ingår i släktet Echeandia och familjen sparrisväxter. Inga underarter finns listade i Catalogue of Life.